# Losnitz (Rodach)
Die Losnitz ist ein auf dem Gesamtstrang etwa neun Kilometer langer Bach in den oberfränkischen Landkreisen Kronach und Kulmbach, der im Marktrodacher Pfarrdorf Unterrodach von links und aus dem Ostsüdosten kommend in den Nebenarm Mühlbach der Rodach mündet. Sein Oberlauf heißt Mühlgraben.

## Geographie

### Verlauf
Die Losnitz entspringt unter dem Namen Mühlgraben etwa 0,7 km südöstlich des Weilers Mittelberg von Marktrodach im Zeyerner Forst im Landkreis Kronach auf etwa 595 m ü. NN. In sich rasch eintiefendem Waldtal fließt sie mit Richtungsschwankungen etwa südwärts und verlässt nach einem Wechsel in den Landkreis Kulmbach am Fuß einer von Nordost nach Südwest verlaufenden längeren Bergkante den Frankenwald beim Dorf Losau der Gemeinde Rugendorf ins Obermainische Hügelland. Nachdem der Bach einen einzeln stehenden Hof mit Teich passiert hat, von wo ein kurzer Zufluss auf etwa 417 m ü. NN mündet, nimmt er etwa 2,0 km unterhalb des Mühlgraben-Ursprungs den Namen Losnitz an. ⊙
Die Losnitz fließt einen knappen Kilometer an Losau vorbei südwestlich und unterquert zuletzt die am Bergfuß entlangführende B 303. Dann wendet sie sich wenig unter 400 m ü. NN nach rechts auf Nordostlauf und wechselt zurück in den bisherigen Kreis und die bisherige Gemeinde. Im sich allmählich eintiefenden sogenannten Losaugraben teilt sie Seibelsdorf in einen kleinen Teil links und einen viel größeren am rechten Hang, danach passiert sie Waldbuch, das auch auf dem rechten Hang liegt und schließlich das Dorf Wurbach am Bergwaldfuß rechts, von wo der Wurbacher Graben zufließt.
Danach beginnt der Bach, sich langsam nach Westen zu wenden, passiert das rechts liegende Dorf Großvichtach und erreicht den Siedlungsrand des Gemeindesitzes Unterrodach. Gegenüber der Gewerbezone des Dorfes in der Flussaue mündet die Losnitz von links und zuletzt Osten auf etwa 322 m ü. NN in den neben der Rodach fließenden Gewässerzweig Mühlbach.

### Einzugsgebiet
Die Losnitz entwässert etwa 18,5 km² ostnordöstlich zur Rodach. Die Wasserscheide im Nordosten im Zeyerner Wald verläuft gegen die ungefähr in gleicher Richtung weiter oberhalb zur Rodach fließende Zeyern, die südöstliche gegen die Untere Steinach, die über die Schorgast zum Weißen Main entwässert; vor ihrem nächsten Quellbach, dem Rugendorfer Kaulbach, erhebt sich dort das Gelände nur wenig. An der Südwestgrenze des Einzugsgebietes liegt ganz kurz das des Leßbachs, dann das des Fischbachs, beide sind Zuflüsse der aufnehmenden Rodach unterhalb der  Losnitz.
Knapp ein Drittel des Einzugsgebietes ist bewaldet, nämlich der bergige nordöstliche Teil rechts der Hauptgewässerachse ab der Wende des Bachs auf Nordwestlauf, wo mit der 678 m ü. NN hohen Radspitze auch dessen höchster Punkt liegt. Die freie Flur, vor allem links dieser Achse, ist reich an Feldhecken.

### Zuflüsse
- Eisenwindergraben, von links nach der Laufwende unterhalb von Losau
- Wurbacher Graben, von rechts bei Wurbach

### Flusssystem Rodach
- Liste der Fließgewässer im Flusssystem Rodach